# Paranormal Activity: Naznaczeni
Paranormal Activity: Naznaczeni – amerykański horror z 2013 r. w reżyserii Christophera B. Landona. Film jest kontynuacją Paranormal Activity 4, piątym z kolei obrazem filmowej serii zapoczątkowanej w 2007 roku.

## Obsada
- Andrew Jacobs jako Jesse
- Richard Cabral jako Arturo
- Carlos Pratts jako Oscar Hernandez
- Gabrielle Walsh jako Marisol
- Jorge Diaz jako Hector
- Catherine Toribio jako Penelope
- Noemi Gonzalez jako Evette
- Gigi Feshold jako Natalie
- David Saucedo jako Cesar Arista
- Julian Works jako Pablo
- Molly Ephraim jako Ali Rey
- Katie Featherston jako dorosła Katie
- Chloe Csengery jako młoda Katie
- Jessica Tyler Brown jako młoda Kristi
- Micah Sloat jako Micah

## Fabuła
Historia rozpoczyna się w czerwcu 2012 roku na przyjęciu w Oxnard w Kalifornii. Gdy w mieszkaniu umiera kobieta, Jesse i jego znajomi postanawiają rozwikłać sprawę za pomocą kamery. Z czasem odkrywają coraz więcej rzeczy związanych z rytuałami czarnej magii, a nawet brakującą kasetę z Paranormal Activity 3. Zaczyna też dochodzić do niewytłumaczalnych zjawisk. Niedługo potem Jesse odkrywa na swojej ręce dziwny znak. Nie wie, że pozostawił go demon, który zamierza przejąć nad nim kontrolę.

## Produkcja
W kwietniu 2012 roku wytwórnia Paramount Pictures ogłosiła powstanie piątej części filmu. Jednak pierwszą wzmiankę o nowej produkcji widzowie mogli zobaczyć tuż po napisach końcowych Paranormal Activity 4, który miał swoją premierę w październiku 2012 r. Pojawiła się ona jedynie w wersji kinowej. Na reżysera i scenarzystę kolejnej części wybrano Christophera B. Landona. I choć jest ona w dużej mierze nakierowana na rynek latynoamerykański to twórcy postanowili zrezygnować z hiszpańskich dialogów. Utrzymali natomiast charakterystyczny styl w jakim zostały nagrane poprzednie części.
Zdjęcia rozpoczęły się na początku lata i zakończyły pod koniec lipca 2013 r. gdy oficjalnie to potwierdził producent Jason Blum. Początkowo premiera filmu miała się odbyć 25 października 2013 r. ale ostatecznie przesunięto ją na początek stycznia 2014 roku.